# 2020年度の将棋界
2020年度の将棋界（2020ねんどのしょうぎかい）では、2020年（令和2年）4月から2021年（令和3年）3月の将棋界に関する出来事について記述する。

## できごと
タイトル戦の結果ならびに新記録などの初めておきた出来事に関しては太字で表示する。

### 2020年4月
- 1日
  - 第47回将棋大賞が発表され、最優秀棋士賞は渡辺明三冠が7年ぶり2回目の受賞[1]。詳細は2019年度の将棋界#将棋大賞を参照。
  - 新型コロナウイルス感染症の流行拡大を受け第31期女流王位戦五番勝負の開催延期を発表[2]。
  - 神谷広志八段が2020年度からのフリークラス転出を発表[3]。
- 7日
  - 新型コロナウイルス感染症の流行拡大を受け第78期名人戦七番勝負と奨励会三段リーグ・二段以下の例会の開催延期を発表[4]。
  - 第13期マイナビ女子オープン五番勝負第1局が行われ、加藤桃子女流三段が西山朋佳女王に勝ち初戦を制する(西山 0-1 加藤)[5]。
- 8日 - 日本政府の「新型インフルエンザ等緊急事態宣言」発出を受けて以下の対応を発表[6]。

1. 東西遠征等対局者の長距離移動を含む公式戦の対局は、原則5月7日以降に延期する。
2. 東京・将棋会館、および関西将棋会館における対局を1部屋1局以下に抑える。

- 9日 - 第5期叡王戦七番勝負の開幕を延期を発表[7]。
- 16日 - 第13期マイナビ女子オープン五番勝負第2局が行われ、西山朋佳女王が1勝目(西山 1-1 加藤)[8]。
- 19日 - 日本将棋連盟棋士会がYouTubeチャンネルを開設[9]。

### 2020年5月
- 8日
  - 日本政府の「新型インフルエンザ等緊急事態宣言」延長を受けて対局延期等の対応を5月31日まで延長[10]
  - 第10期加古川青流戦の開催中止を発表[11]。
- 12日 - 第13期マイナビ女子オープン五番勝負第3局が行われ、加藤桃子女流三段が2勝目(西山 1-2 加藤)[12]。
- 18日
  - 第13期マイナビ女子オープン五番勝負第4局が行われ、西山朋佳女王が2勝目。決着は最終局へ(西山 2-2 加藤)[13]。
  - 株式会社リコーと公益社団法人日本将棋連盟が共同開発した「リコー将棋AI棋譜記録システム」を第10期リコー杯女流王座戦一次予選で12対局の無人化記録を実施[14]。

### 2020年6月
- 1日 - 第5回YAMADAチャレンジ杯、第6回YAMADA女流チャレンジ杯の開催延期を発表[15]。
- 3日 - 第13期マイナビ女子オープン五番勝負第5局が行われ、西山朋佳女王が勝利し3連覇で女王防衛(西山 3-2 加藤)[16]。
- 4日 - 第91期ヒューリック杯棋聖戦挑戦者決定戦が行われ、藤井聡太七段が永瀬拓矢二冠を破り、渡辺明棋聖への挑戦を決める。17歳10ヶ月20日で屋敷伸之四段（当時）の記録した最年少タイトル挑戦の記録を31年ぶりに4日更新[17]。
- 5日 - 第31期女流王位戦五番勝負第1局が行われ、里見香奈女流王位が加藤桃子女流三段に勝ち初戦を制する（里見 1-0 加藤）[18]。
- 8日 - 第91期ヒューリック杯棋聖戦五番勝負第1局が行われ、藤井聡太七段が渡辺明棋聖に勝ち初戦を制する（渡辺 0-1 藤井）[19]。
- 9日 - 第31期女流王位戦五番勝負第2局が行われ、里見香奈女流王位が2連勝でタイトル防衛に王手（里見 2-0 加藤）[20]。
- 10・11日 - 第78期名人戦七番勝負第1局が行われ、渡辺明三冠が豊島将之名人に勝ち初戦を制する（豊島 0-1 渡辺）[21]。
- 12日 - 第2期ヒューリック杯清麗戦挑戦者決定戦が行われ、上田初美女流四段が伊藤沙恵女流三段に勝ち、里見香奈清麗への挑戦権を獲得[22]。
- 17日 - 第31期女流王位戦五番勝負第3局が行われ、里見香奈女流王位が3連勝でタイトル防衛。2年連続6期目の女流王位獲得（里見 2-0 加藤）[23]。
- 18・19日 - 第78期名人戦七番勝負第2局が行われ、豊島将之名人が勝ち1勝目（豊島 1-1 渡辺）[24]。
- 20日 - 第33期竜王戦3組ランキング戦決勝が行われ、藤井聡太七段が杉本昌隆八段に勝ち史上初の竜王戦ランキング戦4期連続優勝[25]。
- 21日 - 第5期叡王戦七番勝負第1局が行われ、千日手指し直しの末豊島将之竜王・名人が永瀬拓矢叡王に勝ち初戦を制する（永瀬 0-1 豊島）[26]。
- 23日 - 第61期王位戦挑戦者決定戦が行われ、藤井聡太七段が永瀬拓矢二冠に勝ち、木村一基王位への挑戦権を獲得[27]。
- 25・26日 - 第78期名人戦七番勝負第3局が行われ、豊島将之名人が勝ち2勝目（豊島 2-1 渡辺）[28]。
- 28日 - 第91期ヒューリック杯棋聖戦五番勝負第2局が行われ、藤井聡太七段が渡辺明棋聖に勝ち2勝目。最年少初タイトル獲得に王手をかける（渡辺 0-2 藤井）[29]。

### 2020年7月
- 1・2日 - 第61期王位戦七番勝負第1局が行われ、藤井聡太七段が木村一基王位に勝ち初戦を制する（木村 0-1 藤井）[30]。
- 4日 - 第2期ヒューリック杯清麗戦五番勝負第1局が行われ、里見香奈清麗が上田初美女流四段に勝ち初戦を制する（里見 1-0 上田）[31]。
- 5日 - 第5期叡王戦七番勝負第2局が行われ、222手で持将棋が成立（永瀬 0-1 豊島）[32]。
- 7日 - 竜王戦5組残留決定戦が行われ、桐山清澄九段が負ければ引退の対局を千日手指し直しの上勝利し、引退を回避。995勝目をあげる[33]。
- 9日 - 第91期ヒューリック杯棋聖戦五番勝負第3局が行われ、渡辺明棋聖が藤井聡太七段に勝ち1勝を返す（渡辺 1-2 藤井）[34]。
- 10日 - 第2期ヒューリック杯清麗戦五番勝負第2局が行われ、里見香奈清麗が上田初美女流四段に勝ち2連勝でタイトル防衛に王手（里見 2-0 上田）[35]。
- 13・14日 - 第61期王位戦七番勝負第2局が行われ、藤井聡太七段が木村一基王位に勝ち2連勝（木村 0-2 藤井）[36]。
- 16日 - 第91期ヒューリック杯棋聖戦五番勝負第4局が行われ、藤井聡太七段が渡辺明棋聖に勝ち、初タイトル棋聖獲得。17歳11ヶ月での初タイトル獲得となり、屋敷伸之九段の記録した最年少タイトル獲得記録（18歳6ヶ月）を30年ぶりに更新（渡辺 1-3 藤井）[37]。
- 19日
  - 第5期叡王戦七番勝負第3局が行われ、207手で持将棋が成立（永瀬 0-1 豊島）[38]。タイトル戦2局連続の持将棋は史上初。
  - 第5期叡王戦七番勝負第4局が第3局と同日に行われ、永瀬拓矢叡王が豊島将之竜王・名人に勝ち1勝目（永瀬 1-1 豊島）[38]。
  - タイトル戦番勝負の同日2局実施は史上初（第3-4局の持ち時間が1時間のため同日実施。指し直し局を除く）。
- 20日 - 順位戦C級2組の降級点が変更。第80期より4.5人につき1名が降級点[39]。
- 23日 - 第5期叡王戦七番勝負第5局が行われ、永瀬拓矢叡王が勝ち2勝目（永瀬 2-1 豊島）[40]。
- 27・28日 - 第78期名人戦七番勝負第4局が行われ、渡辺明二冠が勝ち2勝2敗のタイに戻す（豊島 2-2 渡辺）[41]。
- 31日 - 第2期ヒューリック杯清麗戦五番勝負第3局が行われ、上田初美女流四段が勝ち1勝を返す（里見 2-1 上田）[42]。

### 2020年8月
- 1日 - 第5期叡王戦七番勝負第6局が行われ、豊島将之竜王・名人が永瀬拓矢叡王に勝ち2勝目（永瀬 2-2 豊島）[43]。
- 3日 - 第68期王座戦挑戦者決定戦が行われ、久保利明九段が渡辺明二冠に勝ち、2年ぶりに挑戦権を獲得[44]。
- 4・5日 - 第61期王位戦七番勝負第3局が行われ、藤井聡太棋聖が木村一基王位に勝ち3連勝でタイトルに王手（木村 0-3 藤井）[45]。
- 6日 - 第2期ヒューリック杯清麗戦五番勝負第4局が行われ、上田初美女流四段が里見香奈清麗に勝ち2勝目。決着は最終局に（里見 2-2 上田）[46]。
- 7・8日 - 第78期名人戦七番勝負第5局が行われ、渡辺明二冠が豊島将之名人に勝ち、名人初奪取に王手（豊島 2-3 渡辺）[47]。
- 10日 - 第5期叡王戦七番勝負第7局が行われ、永瀬拓矢叡王が勝ち3勝目。初タイトル防衛に王手（永瀬 3-2 豊島）[43]。
- 14・15日 - 第78期名人戦七番勝負第6局が行われ、渡辺明二冠が勝ち、名人初奪取（豊島 2-4 渡辺）[48]。
- 18日 - 第2期ヒューリック杯清麗戦五番勝負第5局が行われ、里見香奈清麗が勝ちタイトル清麗防衛（里見 3-2 上田）[49]。
- 19・20日 - 第61期王位戦七番勝負第4局が行われ、藤井聡太棋聖が4連勝で王位奪取（木村 0-4 藤井）。これによって、18歳1カ月で羽生善治九段が持つ最年少タイトル二冠記録を28年ぶりに、加藤一二三九段の最年少八段昇段記録を62年ぶり更新[50]。
- 22日 - 第3回AbemaTVトーナメントの決勝トーナメント決勝が放送され、チーム永瀬（永瀬拓矢二冠・藤井聡太二冠・増田康宏六段）がチーム渡辺（渡辺明名人・近藤誠也六段・石井健太郎六段）に5連勝で優勝（チーム永瀬 5-0 チーム渡辺）[51]

### 2020年9月
- 3日 - 第68期王座戦五番勝負第1局が行われ、永瀬拓矢王座が久保利明九段に勝ち初戦を制する（永瀬 1-0 久保）[52]。
- 6日
  - 第14回白瀧あゆみ杯争奪 新人登竜門戦が行われ、決勝で内山あやアマが和田あき女流初段に勝ち、アマチュアで初の優勝。[53]。
  - 第5期叡王戦七番勝負第8局が行われ、豊島将之竜王が永瀬拓矢叡王に勝ち3勝目を挙げ勝負は第9局へ（永瀬 3-3 豊島）[54]。
- 9日 - 第68期王座戦五番勝負第2局が行われ、久保利明九段が勝ち1勝目（永瀬 1-1 久保）[55]。
- 12日 - 第42期霧島酒造杯女流王将戦挑戦者決定戦が行われ、室谷由紀女流三段が里見香奈女流四冠に勝ち挑戦権を獲得[56]。
- 14日 - 第10期リコー杯女流王座戦挑戦者決定戦が行われ、里見香奈女流四冠が伊藤沙恵女流三段に勝ち挑戦権を獲得[57]。
- 19日 - 第33期竜王戦挑戦者決定三番勝負第3局が行われ、羽生善治九段が丸山忠久九段に2勝1敗で勝ち、2年ぶりに挑戦権を獲得[58]。
- 20日 - 第42期霧島酒造杯女流王将戦挑戦者決定戦が行われ、室谷由紀女流三段が里見香奈女流四冠に勝ち挑戦権を獲得
- 21日 - 第5期叡王戦七番勝負第9局が行われ、豊島将之竜王が勝ち3勝目を挙げ叡王奪取し二冠に復帰（永瀬 3-4 豊島）[59]。
- 22日 - 第74回1dayトーナメント「第2回卯月カップ」が行われ、決勝戦で室田伊緒女流二段が堀彩乃女流1級に勝ち優勝[60]。
- 24日 - 第68期王座戦五番勝負第3局が行われ、永瀬拓矢王座が勝ち2勝目で防衛に王手（永瀬 2-1 久保）[61]。

### 2020年10月
- 1日 - 第28期大山名人杯倉敷藤花戦挑戦者決定戦が行われ、中井広恵女流六段が石本さくら女流初段に勝ち挑戦権を獲得。2006年以来、13年半ぶりのタイトル戦登場で女流タイトル挑戦最年長記録（51歳4か月）を更新[62]。
- 2日 - 橋本崇載八段が2021年3月末まで休場を発表[63]。
- 3日 - 第42期霧島酒造杯女流王将戦三番勝負第1局が行われ、西山朋佳女流王将が室谷由紀女流三段に勝ち先勝（西山 1-0 室谷）[64]。
- 6日
  - 第68期王座戦五番勝負第4局が行われ、久保利明九段が永瀬拓矢王座に勝ち2勝2敗のタイに、決着は第5局へ（永瀬 2-2 久保）[65]
  - 女流新棋戦「ヒューリック杯 白玲戦・女流順位戦」創設を発表。ヒューリックの主催変更により、清麗戦の主催が大成建設に交代[66]。
- 10日 - 第33期竜王戦七番勝負第1局が行われ、豊島将之竜王が羽生善治九段に勝ち初戦を制する（豊島 1-0 羽生）[67]。
- 13日 - 第42期霧島酒造杯女流王将戦三番勝負第2局が行われ、室谷由紀女流三段が西山朋佳女流王将に勝ち、勝負は最終局へ（西山 1-1 室谷）[68]。
- 14日 - 第68期王座戦五番勝負第5局が行われ、永瀬拓矢王座が久保利明九段に勝ち王座初防衛。（永瀬 3-2 久保）[69]。
- 19日 - 第51期新人王戦三番勝負第2局が行われ、池永天志四段が齊藤優希三段に2連勝し初優勝[70]。
- 23日 - 第33期竜王戦七番勝負第2局が行われ、羽生善治九段が豊島将之竜王に勝ち1勝目（豊島 1-1 羽生）[71]。
- 28日 - 第10期リコー杯女流王座戦五番勝負第1局が行われ、西山朋佳女流王座が里見香奈女流四冠に勝ち初戦を制する（西山 1-0 里見）[72]。
- 29日 - 叡王戦の主催者がドワンゴから不二家に交代。また挑戦手合も五番勝負に変更[73]。
- 30日 - 第42期霧島酒造杯女流王将戦三番勝負第3局が行われ西山朋佳女流王将が室谷由紀女流三段に勝ち女流王将初防衛(西山 2-1 室谷)[74]

### 2020年11月
- 5日 - 第28期大山名人杯倉敷藤花戦三番勝負第1局が行われ、里見香奈倉敷藤花が中井広恵女流六段に先勝（里見 1-0 中井）[75]。
- 7・8日 - 第33期竜王戦七番勝負第3局が行われ、豊島将之竜王が羽生善治九段に勝ち2勝目（豊島 2-1 羽生）[76]。
- 10日 - 第10期リコー杯女流王座戦五番勝負第2局が行われ、里見香奈女流四冠が西山朋佳女流王座に勝ち1勝目（西山 1-1 里見）[77]。
- 11日 - 羽生善治九段が体調不良のため、第33期竜王戦七番勝負第4局が延期[78]。
- 17日 - 新型コロナウイルスの感染症拡大している状況を踏まえ、第46回「将棋の日」表彰・感謝の式典の中止を発表[79]。
- 21日 - 第28期大山名人杯倉敷藤花戦三番勝負第2局が行われ、里見香奈倉敷藤花が連勝で、倉敷藤花防衛（里見 2-0 中井）[80]。
- 22日 - 第41回将棋日本シリーズJTプロ公式戦の決勝戦が行われ、豊島将之竜王が永瀬拓矢王座に勝ち、4年ぶり2回目の優勝[81]。
- 26・27日 - 第33期竜王戦七番勝負第4局が行われ、豊島将之竜王が勝ち初防衛に王手（豊島 3-1 羽生）[82]。
- 30日 - 第70期王将戦挑戦者決定リーグ戦プレーオフが行われ、永瀬拓矢王座が豊島将之竜王に勝ち渡辺明王将への挑戦権を獲得[83]。

### 2020年12月
- 1日 - 第10期リコー杯女流王座戦五番勝負第3局が行われ、里見香奈女流四冠が西山朋佳女流王座に勝ち2勝目（西山 1-2 里見）[84]。
- 5・6日 - 第33期竜王戦七番勝負第5局が行われ、豊島将之竜王が羽生善治九段に勝ち竜王初防衛。（豊島 4-1 羽生）[85]。
- 9日 - 第10期リコー杯女流王座戦五番勝負第4局が行われ、西山朋佳女流王座が勝ち決着は最終局へ（西山 2-2 里見）[86]。
- 12日 - 第28期銀河戦決勝が放送され、藤井聡太二冠が糸谷哲郎八段に勝ち3回目の出場で初優勝し銀河戦最年少優勝記録を更新[87]。
- 14日 - 第10期リコー杯女流王座戦五番勝負第5局が行われ、西山朋佳女流王座が勝ち女流王座初防衛（西山 3-2 里見）[88]。

### 2021年1月
- 6日 - 西川慶二八段が6月30日まで休場を発表[89]。
- 10・11日 - 第70期王将戦七番勝負第1局が行われ、渡辺明王将が永瀬拓矢王座に先勝（渡辺 1-0 永瀬）[90]。
- 17日 - 第47期岡田美術館杯女流名人戦五番勝負第1局が行われ、里見香奈女流名人が加藤桃子女流三段に先勝（里見 1-0 加藤）[91]。
- 22日 - 日本将棋連盟と名古屋市が文化振興に係る連携協力に関する協定を締結[92]。
- 24日 - 第47期岡田美術館杯女流名人戦五番勝負第2局が行われ、里見香奈女流名人が2連勝で防衛に王手（里見 2-0 加藤）[93]。
- 23・24日 - 第70期王将戦七番勝負第2局が行われ、渡辺明王将が2連勝（渡辺 2-0 永瀬）[94]。
- 25日 - 第33期竜王就位式がセルリアンタワー東急ホテルで行われ、豊島竜王に推挙状・竜王杯及び賞金4400万円目録が授与。その他藤井王位を含むランキング戦優勝者にも表彰された。
- 30・31日 - 第70期王将戦七番勝負第3局が行われ、渡辺明王将が3連勝で防衛に王手（渡辺 3-0 永瀬）[95]。

### 2021年2月
- 2日 - 王位戦の第62・63期について、株式会社伊藤園が特別協賛となり「お～いお茶杯王位戦」として開催されることを発表[96]。
- 5日 - 女流棋士・奨励会員・アマチュアが各棋戦において優秀な成績をおさめた際の規定を発表[97]。
  - 女流棋士・アマチュアが優秀な成績をおさめた場合 - 日本将棋連盟編入制度にともなう棋士編入試験の受験資格を付与
  - 奨励会三段が優秀な成績をおさめた場合 - その期（進行中）の三段リーグ終了後に次点1を付与。ただし、フリークラス編入条件となる次点2回のうちの1回は三段リーグによる次点でなくてはならない。また、その期の三段リーグにおいて降段点（勝率2割5分以下）に該当した場合は、次点1の付与は行わない。これは奨励会三段が女流棋士枠で出場し、優秀な成績をおさめた場合においても同様とする。
  - 優秀な成績に該当する成績
    - 竜王戦　竜王ランキング戦　優勝
    - 王位戦　挑戦者決定リーグ入り
    - 王座戦　挑戦者決定トーナメントベスト8
    - 棋王戦　挑戦者決定トーナメントベスト8
    - 棋聖戦　決勝トーナメントベスト8
    - 朝日杯　本戦トーナメントベスト4
    - 銀河戦　決勝トーナメントベスト4
    - NHK杯　本戦トーナメントベスト4
    - 新人王戦　優勝
- 6日 - 第46期棋王戦五番勝負第1局が行われ、糸谷哲郎八段が渡辺明棋王に先勝（渡辺 0-1 糸谷）[98]。
- 7日 - 第47期岡田美術館杯女流名人戦五番勝負第3局が行われ、里見香奈女流名人が加藤桃子女流三段に3連勝で女流名人防衛。12連覇で自身の持つ女流名人戦連覇記録を更新（里見 3-0 加藤）。里見の通算獲得女流タイトル数が43期となり、清水市代女流七段と並ぶ歴代一位タイ記録となった[99]。
- 11日 - 第14回朝日杯将棋オープン戦本戦トーナメント準決勝・決勝が有楽町朝日ホールで行われ、藤井聡太王位・棋聖が三浦弘行九段を破り、2年ぶり3回目の優勝[100]。
- 13・14日 - 第70期王将戦七番勝負第4局が行われ、永瀬拓矢王座が渡辺明王将に勝ち1勝目（渡辺 3-1 永瀬）[101]。
- 14日 - 第75回1dayトーナメント「Minervaカップ」が行われ、決勝戦で堀彩乃女流1級が渡部愛女流三段に勝ち初優勝[102]。
- 20日 - 第46期棋王戦五番勝負第2局が行われ、渡辺明棋王が勝利（渡辺 1-1 糸谷）[103]。
- 22日 - 令和2年度臨時総会が開催され、関西将棋会館の高槻市移転を決定[104]。
- 26日 - 第79期順位戦A級9回戦一斉対局が行われ、首位を走っていた斎藤慎太郎八段が勝利、8勝1敗で自身初めての名人挑戦権を獲得[105]。

### 2021年3月
- 1・2日 - 第70期王将戦七番勝負第5局が行われ、永瀬拓矢王座が渡辺明王将に勝ち2勝目（渡辺 3-2 永瀬）[106]。
- 2日 - 第32期女流王位戦挑戦者決定戦が行われ、山根ことみ女流二段が伊藤沙恵女流三段に勝ち、自身初のタイトル挑戦を決めた[107]。
- 7日 - 第46期棋王戦五番勝負第3局が行われ、渡辺明棋王が2勝目で防衛に王手（渡辺 2-1 糸谷）[108]。
- 13・14日 - 第70期王将戦七番勝負第6局が行われ、渡辺明王将が千日手指直しの末勝利し王将位防衛（渡辺 4-2 永瀬）。タイトル獲得27期で歴代4位の谷川浩司に並ぶ[109]。
- 15日 - 第14期マイナビ女子オープン挑戦者決定戦が行われ、伊藤沙恵女流三段が塚田恵梨花女流初段に勝利し、西山朋佳女王への挑戦権を獲得。自身8回目のタイトル挑戦[110]。
- 17日 - 第46期棋王戦五番勝負第4局が行われ、渡辺明棋王が勝利し棋王位防衛。9連覇を達成（渡辺 3-1 糸谷）。タイトル獲得28期で谷川浩司を抜き歴代単独4位[111]
- 18日 - 屋敷伸之九段が阿久津主税八段に勝ち、23人目となる公式戦通算800勝（将棋栄誉敢闘賞）を達成[112]。
- 21日
  - NHK杯将棋トーナメント決勝戦が放送され、稲葉陽八段が斎藤慎太郎八段を破り初優勝。
  - 第76回1dayトーナメント「第14回けやきカップ」が行われ、決勝戦で堀彩乃女流1級が船戸陽子女流三段に勝ち2大会連続優勝[113]。
- 30日 - 「王将戦」にALSOKが4月から特別協賛で参加。4月から「第71期ALSOK杯王将戦」として開催される[114]。

## 記録

### タイトル戦
| 棋戦                 | 勝者       | 勝者     | 開催時期          | 番勝負       | 番勝負 | 番勝負       | 備考                  | 注      |
| 棋戦                 | 勝者       | 勝者     | 開催時期          | 在位者       | 勝敗   | 挑戦者       | 備考                  | 注      |
| -------------------- | ---------- | -------- | ----------------- | ------------ | ------ | ------------ | --------------------- | ------- |
| ヒューリック杯棋聖戦 | 第91期棋聖 | 藤井聡太 | 2020年6-7月       | 渡辺明棋聖   | 1-3    | 藤井聡太七段 | 初タイトル(最年少)    | [ 115 ] |
| 名人戦               | 第78期名人 | 渡辺明   | 2020年6-8月(延期) | 豊島将之名人 | 2-4    | 渡辺明二冠   | 初名人                | [ 116 ] |
| 叡王戦               | 第05期叡王 | 豊島将之 | 2020年6-9月(延期) | 永瀬拓矢叡王 | 3-4    | 豊島将之竜王 | 初叡王・初の持将棋2回 | [ 117 ] |
| 王位戦               | 第61期王位 | 藤井聡太 | 2020年7-9月       | 木村一基王位 | 0-4    | 藤井聡太棋聖 | 初王位(最年少二冠)    | [ 118 ] |
| 王座戦               | 第68期王座 | 永瀬拓矢 | 2020年9-10月      | 永瀬拓矢王座 | 3-2    | 久保利明九段 | 2年連続(通算2期)      | [ 119 ] |
| 竜王戦               | 第33期竜王 | 豊島将之 | 2020年10-12月     | 豊島将之竜王 | 4-1    | 羽生善治九段 | 2年連続(通算2期)      | [ 120 ] |
| 王将戦               | 第70期王将 | 渡辺明   | 2021年1-3月       | 渡辺明王将   | 4-2    | 永瀬拓矢王座 | 3年連続(通算5期)      | [ 121 ] |
| 棋王戦               | 第46期棋王 | 渡辺明   | 2021年2-3月       | 渡辺明棋王   | 3-1    | 糸谷哲郎八段 | 9年連続(通算9期)      | [ 122 ] |

### その他の棋戦
| 新：新人棋戦 非：非公式戦 |

| 棋戦                  | 類 | 回 | 優勝者                                              | 決勝開催日                                       | 準優勝者                                            | 備考                                             | 注      |
| --------------------- | -- | -- | --------------------------------------------------- | ------------------------------------------------ | --------------------------------------------------- | ------------------------------------------------ | ------- |
| YAMADAチャレンジ杯    | 新 | 5  | 新型コロナウイルス感染症感染拡大により開催見送り    | 新型コロナウイルス感染症感染拡大により開催見送り | 新型コロナウイルス感染症感染拡大により開催見送り    | 新型コロナウイルス感染症感染拡大により開催見送り | [ 15 ]  |
| AbemaTVトーナメント   | 非 | 3  | 永瀬拓矢二冠 藤井聡太二冠 増田康宏六段 (チーム永瀬) | 2020年8月22日(放送)                              | 渡辺明名人 近藤誠也七段 石井健太郎六段 (チーム渡辺) | 藤井聡は3連覇                                    | [ 51 ]  |
| 銀河戦                |    | 28 | 藤井聡太二冠                                        | 2020年12月12日(放送)                             | 糸谷哲郎八段                                        | 初優勝(最年少)                                   |         |
| 新人王戦              | 新 | 51 | 池永天志四段                                        | 2020年10月                                       | 齊藤優希三段                                        | 初優勝                                           | [ 123 ] |
| 加古川青流戦          | 新 | 10 | 新型コロナウイルス感染症感染拡大により開催中止      | 新型コロナウイルス感染症感染拡大により開催中止   | 新型コロナウイルス感染症感染拡大により開催中止      | 新型コロナウイルス感染症感染拡大により開催中止   | [ 124 ] |
| 将棋日本シリーズ      |    | 41 | 豊島将之竜王                                        | 2020年11月22日                                   | 永瀬拓矢王座                                        | 4年ぶり(2回目)                                   | [ 125 ] |
| 朝日杯将棋オープン戦  |    | 14 | 藤井聡太王位・棋聖                                  | 2021年2月11日                                    | 三浦弘行九段                                        | 2年ぶり(3回目)                                   | [ 100 ] |
| NHK杯将棋トーナメント |    | 70 | 稲葉陽八段                                          | 2021年3月21日(放送)                              | 斎藤慎太郎八段                                      | 初優勝                                           |         |

### 女流タイトル戦
| 棋戦                   | 勝者           | 勝者     | 開催時期      | 番勝負           | 番勝負 | 番勝負           | 備考                                           | 注      |
| 棋戦                   | 勝者           | 勝者     | 開催時期      | 在位者           | 勝敗   | 挑戦者           | 備考                                           | 注      |
| ---------------------- | -------------- | -------- | ------------- | ---------------- | ------ | ---------------- | ---------------------------------------------- | ------- |
| マイナビ女子オープン   | 第13期女王     | 西山朋佳 | 2020年4-5月   | 西山朋佳女王     | 3-2    | 加藤桃子女流三段 | 3年連続(通算3期)                               | [ 126 ] |
| 女流王位戦             | 第31期女流王位 | 里見香奈 | 2020年6月     | 里見香奈女流王位 | 3-0    | 加藤桃子女流三段 | 2年連続(通算6期)                               | [ 127 ] |
| ヒューリック杯清麗戦   | 第2期清麗      | 里見香奈 | 2020年8-9月   | 里見香奈清麗     | 3-2    | 上田初美女流四段 | 2年連続(通算2期)                               | [ 128 ] |
| 霧島酒造杯女流王将戦   | 第42期女流王将 | 西山朋佳 | 2020年10月    | 西山朋佳女流王将 | 2-1    | 室谷由紀女流三段 | 2年連続(通算2期)                               | [ 129 ] |
| リコー杯女流王座戦     | 第10期女流王座 | 西山朋佳 | 2020年10-12月 | 西山朋佳女流王座 | 3-2    | 里見香奈女流四冠 | 2年連続(通算2期)                               | [ 130 ] |
| 大山名人杯倉敷藤花戦   | 第28期倉敷藤花 | 里見香奈 | 2020年11月    | 里見香奈倉敷藤花 | 2-0    | 中井広恵女流六段 | 6年連続(通算11期) 中井・最年長挑戦記録         | [ 131 ] |
| 岡田美術館杯女流名人戦 | 第47期女流名人 | 里見香奈 | 2021年1-2月   | 里見香奈女流名人 | 3-0    | 加藤桃子女流三段 | 12年連続(通算12期) 女流タイトル43期歴代1位タイ | [ 132 ] |

### その他の女流棋戦
| 新：新人棋戦 L：LPSA主催 非：非公式戦 |

| 棋戦                         | 類    | 回 | 優勝者                                           | 決勝開催日                                       | 準優勝者                                         | 備考                                             | 注      |
| ---------------------------- | ----- | -- | ------------------------------------------------ | ------------------------------------------------ | ------------------------------------------------ | ------------------------------------------------ | ------- |
| 世田谷花みず木女流オープン戦 | 非    | 13 | 新型コロナウイルス感染症感染拡大により開催中止   | 新型コロナウイルス感染症感染拡大により開催中止   | 新型コロナウイルス感染症感染拡大により開催中止   | 新型コロナウイルス感染症感染拡大により開催中止   |         |
| 1dayトーナメント             | L     | 74 | 室田伊緒女流二段                                 | 2020年9月22日                                    | 堀彩乃女流1級                                    | 連盟からの参加                                   | [ 60 ]  |
| 1dayトーナメント             | L     | 75 | 堀彩乃女流1級                                    | 2021年2月14日                                    | 渡部愛女流三段                                   | 初優勝                                           | [ 102 ] |
| 1dayトーナメント             | L     | 76 | 堀彩乃女流1級                                    | 2021年3月21日                                    | 船戸陽子女流三段                                 | 2回目                                            | [ 113 ] |
| YAMADA女流チャレンジ杯       |       | 6  | 新型コロナウイルス感染症感染拡大により開催見送り | 新型コロナウイルス感染症感染拡大により開催見送り | 新型コロナウイルス感染症感染拡大により開催見送り | 新型コロナウイルス感染症感染拡大により開催見送り | [ 15 ]  |
| 白瀧あゆみ杯争奪戦           | 非/新 | 14 | 内山あやアマ                                     | 2020年9月6日                                     | 和田あき女流初段                                 | アマチュアが初優勝                               | [ 53 ]  |

### 順位戦
第79期順位戦（2020年6月 - 2021年3月）
| 次期クラス | 棋士               | 成績     | 注      |
| ---------- | ------------------ | -------- | ------- |
| A級        | 永瀬拓矢王座       | B1(9-3)  | [ 133 ] |
| A級        | 山崎隆之八段       | B1(9-3)  | [ 133 ] |
| B級1組     | 藤井聡太王位・棋聖 | B2(10-0) | [ 134 ] |
| B級1組     | 佐々木勇気七段     | B2(9-1)  | [ 134 ] |
| B級1組     | 横山泰明七段       | B2(7-3)  | [ 134 ] |
| B級2組     | 高崎一生七段       | C1(10-0) | [ 135 ] |
| B級2組     | 増田康宏六段       | C1(9-1)  | [ 135 ] |
| B級2組     | 高見泰地七段       | C1(8-2)  | [ 135 ] |
| C級1組     | 黒田尭之五段       | C2(9-1)  | [ 136 ] |
| C級1組     | 出口若武五段       | C2(9-1)  | [ 136 ] |
| C級1組     | 大橋貴洸六段       | C2(8-2)  | [ 136 ] |

| 次期クラス   | 棋士           | 成績     | 注      |
| ------------ | -------------- | -------- | ------- |
| B級1組       | 稲葉陽八段     | A(2-7)   | [ 137 ] |
| B級1組       | 三浦弘行九段   | A(1-8)   | [ 137 ] |
| B級2組       | 行方尚史九段   | B1(4-8)  | [ 133 ] |
| B級2組       | 丸山忠久九段   | B1(4-8)  | [ 133 ] |
| B級2組       | 深浦康市九段   | B1(3-9)  | [ 133 ] |
| C級1組       | 野月浩貴八段   | B2(4-6)  | [ 134 ] |
| C級1組       | 畠山成幸八段   | B2(0-10) | [ 134 ] |
| C級2組       | 小林裕士七段   | C1(3-7)  | [ 135 ] |
| C級2組       | 安用寺孝功七段 | C1(2-8)  | [ 135 ] |
| C級2組       | 青野照市九段   | C1(2-8)  | [ 135 ] |
| C級2組       | 島朗九段       | C1(1-9)  | [ 135 ] |
| フリークラス | 村田智弘七段   | C2(2-8)  | [ 136 ] |
| フリークラス | 中座真七段     | C2(1-9)  | [ 136 ] |
| フリークラス | 大平武洋六段   | C2(1-9)  | [ 136 ] |

- 今期より一部昇級・降級・降級点枠が変更[138]
  - 昇級：B級2組・C級1組（2名 → 3名）
  - 降級：B級1組（2名 → 3名）
  - 降級点：B級2組（5人につき1名 → 4人につき1名）・C級1組（5人につき1名 → 4.5人につき1名）

### 竜王ランキング戦
第33期竜王戦ランキング戦（2019年12月 - 2020年9月）
| 次期クラス | 棋士           | 成績    | 注      |
| ---------- | -------------- | ------- | ------- |
| 1組        | 佐々木勇気七段 | 2組優勝 | [ 139 ] |
| 1組        | 丸山忠久九段   | 2組2位  | [ 139 ] |
| 1組        | 澤田真吾六段   | 2組3位  | [ 139 ] |
| 1組        | 糸谷哲郎八段   | 2組3位  | [ 139 ] |
| 2組        | 藤井聡太七段   | 3組優勝 | [ 140 ] |
| 2組        | 杉本昌隆八段   | 3組2位  | [ 140 ] |
| 2組        | 千田翔太七段   | 3組3位  | [ 140 ] |
| 2組        | 菅井竜也八段   | 3組3位  | [ 140 ] |
| 3組        | 石井健太郎六段 | 4組優勝 | [ 141 ] |
| 3組        | 船江恒平六段   | 4組2位  | [ 141 ] |
| 3組        | 0近藤誠也七段  | 4組3位  | [ 141 ] |
| 3組        | 都成竜馬六段   | 4組3位  | [ 141 ] |
| 4組        | 梶浦宏孝六段   | 5組優勝 | [ 142 ] |
| 4組        | 阿部光瑠六段   | 5組2位  | [ 142 ] |
| 4組        | 村田顕弘六段   | 5組3位  | [ 142 ] |
| 4組        | 金井恒太六段   | 5組3位  | [ 142 ] |
| 5組        | 高野智史五段   | 6組優勝 | [ 143 ] |
| 5組        | 星野良生四段   | 6組2位  | [ 143 ] |
| 5組        | 池永天志四段   | 6組3位  | [ 143 ] |
| 5組        | 本田奎五段     | 6組3位  | [ 143 ] |

| 次期クラス | 棋士           | 成績                      | 注      |
| ---------- | -------------- | ------------------------- | ------- |
| 2組        | 渡辺明三冠     | 1組 5位決定戦 初戦敗退    | [ 144 ] |
| 2組        | 屋敷伸之九段   | 1組 5位決定戦 初戦敗退    | [ 144 ] |
| 2組        | 橋本崇載八段   | 1組 5位決定戦 初戦敗退    | [ 144 ] |
| 2組        | 広瀬章人八段   | 1組 5位決定戦 初戦敗退    | [ 144 ] |
| 3組        | 中村太地七段   | 2組 昇級者決定戦 初戦敗退 | [ 139 ] |
| 3組        | 三枚堂達也七段 | 2組 昇級者決定戦 初戦敗退 | [ 139 ] |
| 3組        | 西川和宏六段   | 2組 昇級者決定戦 初戦敗退 | [ 139 ] |
| 3組        | 鈴木大介九段   | 2組 昇級者決定戦 初戦敗退 | [ 139 ] |
| 4組        | 北浜健介八段   | 3組 昇級者決定戦 初戦敗退 | [ 140 ] |
| 4組        | 村山慈明七段   | 3組 昇級者決定戦 初戦敗退 | [ 140 ] |
| 4組        | 佐藤紳哉七段   | 3組 昇級者決定戦 初戦敗退 | [ 140 ] |
| 4組        | 畠山鎮八段     | 3組 昇級者決定戦 初戦敗退 | [ 140 ] |
| 5組        | 塚田泰明九段   | 4組 残留決定戦 敗退       | [ 141 ] |
| 5組        | 畠山成幸八段   | 4組 残留決定戦 敗退       | [ 141 ] |
| 5組        | 阪口悟六段     | 4組 残留決定戦 敗退       | [ 141 ] |
| 5組        | 島朗九段       | 4組 残留決定戦 敗退       | [ 141 ] |
| 6組        | 佐藤秀司七段   | 5組 残留決定戦 敗退       | [ 142 ] |
| 6組        | 牧野光則五段   | 5組 残留決定戦 敗退       | [ 142 ] |
| 6組        | 中村亮介六段   | 5組 残留決定戦 敗退       | [ 142 ] |
| 6組        | 井出隼平四段   | 5組 残留決定戦 敗退       | [ 142 ] |

### 将棋大賞
第48回将棋大賞
| 各賞                 | 受賞者                              | 受賞                                                         | 備考                                                                      |
| -------------------- | ----------------------------------- | ------------------------------------------------------------ | ------------------------------------------------------------------------- |
| 最優秀棋士賞         | 藤井聡太王位・棋聖                  | 初                                                           |                                                                           |
| 優秀棋士賞           | 渡辺明名人                          | 2年ぶり7回目                                                 |                                                                           |
| 敢闘賞               | 豊島将之竜王                        | 3年ぶり2回目                                                 |                                                                           |
| 新人賞               | 池永天志四段                        | 初                                                           |                                                                           |
| 特別賞               | 該当者なし                          | 2年ぶり28回目                                                |                                                                           |
| 勝率一位賞           | 藤井聡太王位・棋聖                  | 4年連続4回目                                                 | .846(44勝8敗)                                                             |
| 最多勝利賞           | 藤井聡太王位・棋聖                  | 2年連続3回目                                                 | 44勝                                                                      |
| 最多勝利賞           | 永瀬拓矢王座                        | 初                                                           | 44勝                                                                      |
| 最多対局賞           | 永瀬拓矢王座                        | 初                                                           | 69局                                                                      |
| 連勝賞               | 澤田真吾七段                        | 初                                                           | 14連勝 (2020年8月27日 - 11月27日)                                         |
| 最優秀女流棋士賞     | 里見香奈女流四冠                    | 6年連続11回目                                                |                                                                           |
| 優秀女流棋士賞       | 山根ことみ女流二段                  | 初                                                           |                                                                           |
| 女流最多対局賞       | 加藤桃子女流三段                    | 初                                                           | 43局                                                                      |
| 東京将棋記者会賞     | 杉本昌隆八段                        | 初                                                           |                                                                           |
| 升田幸三賞           | 大橋貴洸六段                        | 初                                                           | 耀龍四間飛車                                                              |
| 升田幸三賞（特別賞） | 藤井聡太王位・棋聖                  | 初                                                           | 第91期ヒューリック杯棋聖戦五番勝負第2局 対渡辺明戦(2020年6月28日)の△3一銀 |
| 名局賞               | ●渡辺明棋聖 ○藤井聡太七段           | 第91期ヒューリック杯棋聖戦五番勝負第1局 (2020年6月8日 - 9日) | 第91期ヒューリック杯棋聖戦五番勝負第1局 (2020年6月8日 - 9日)              |
| 女流名局賞           | ○西山朋佳女流王座 ●里見香奈女流四冠 | 第10期リコー杯女流王座戦第5局 （2020年12月14日）             | 第10期リコー杯女流王座戦第5局 （2020年12月14日）                          |
| 名局賞特別賞         | ○藤井聡太王位・棋聖 ●松尾歩八段     | 第34期竜王戦ランキング戦2組準決勝 （2021年3月23日）          | 第34期竜王戦ランキング戦2組準決勝 （2021年3月23日）                       |

### 年度成績一覧
全棋士・全女流棋士 年度成績・通算成績一覧（2021年3月31日時点）
- 全棋士・全女流棋士 年度成績・通算成績 - #1
- 全棋士・全女流棋士 年度成績・通算成績 - #2
- 全棋士・全女流棋士 年度成績・通算成績 - #3
- 全棋士・全女流棋士 年度成績・通算成績 - #4

- 2020年度 棋士成績一覧 / 棋士成績ランキング上位（日本将棋連盟 webサイト）
- 2020年度 女流棋士成績一覧 / 女流棋士成績ランキング上位（日本将棋連盟 webサイト）

## 昇段・引退
太字 今年度プロ入り棋士・女流棋士
| 昇段     | 棋士           | 昇段日         | 昇段理由                    | 注      |
| -------- | -------------- | -------------- | --------------------------- | ------- |
| 四段     | 折田翔吾       | 2020年04月01日 | プロ編入試験合格            | [ 147 ] |
| 四段     | 服部慎一郎     | 2020年04月01日 | 第66回奨励会三段リーグ戦1位 | [ 148 ] |
| 四段     | 谷合廣紀       | 2020年04月01日 | 第66回奨励会三段リーグ戦2位 | [ 148 ] |
| 四段     | 伊藤匠         | 2020年10月01日 | 第67回奨励会三段リーグ戦1位 | [ 149 ] |
| 四段     | 冨田誠也       | 2020年10月01日 | 第67回奨励会三段リーグ戦2位 | [ 149 ] |
| 四段     | 古賀悠聖       | 2020年10月01日 | 奨励会三段リーグ 次点2回    | [ 149 ] |
| 五段     | 今泉健司       | 2020年06月18日 | 勝数規定                    | [ 150 ] |
| 五段     | 星野良生       | 2020年08月13日 | 勝数規定                    | [ 151 ] |
| 五段     | 黒田尭之       | 2021年02月04日 | 順位戦C級1組昇級            | [ 152 ] |
| 五段     | 西田拓也       | 2021年02月19日 | 勝数規定                    | [ 153 ] |
| 五段     | 井出隼平       | 2021年02月25日 | 勝数規定                    | [ 154 ] |
| 五段     | 出口若武       | 2021年03月05日 | 順位戦C級1組昇級            | [ 155 ] |
| 六段     | 梶浦宏孝       | 2020年06月04日 | 竜王ランキング戦連続昇級    | [ 156 ] |
| 六段     | 石井健太郎     | 2020年06月05日 | 竜王ランキング戦連続昇級    | [ 157 ] |
| 六段     | 青嶋未来       | 2020年06月16日 | 勝数規定                    | [ 158 ] |
| 六段     | 長岡裕也       | 2020年12月10日 | 勝数規定                    | [ 159 ] |
| 六段     | 牧野光則       | 2021年02月10日 | 勝数規定                    | [ 160 ] |
| 六段     | 黒沢怜生       | 2021年03月18日 | 勝数規定                    | [ 161 ] |
| 七段     | 勝又清和       | 2020年04月01日 | フリークラス昇段規定により  | [ 162 ] |
| 七段     | 高崎一生       | 2020年09月18日 | 勝数規定                    | [ 163 ] |
| 七段     | 澤田真吾       | 2020年10月14日 | 竜王戦1組昇級               | [ 164 ] |
| 七段     | 安用寺孝功     | 2021年01月26日 | 勝数規定                    | [ 165 ] |
| 七段     | 都成竜馬       | 2021年03月25日 | 竜王ランキング戦連続昇級    | [ 166 ] |
| 八段     | 小阪昇         | 2020年04月01日 | 引退棋士昇段規定により      | [ 162 ] |
| 八段     | 大島映二       | 2020年04月01日 | 引退棋士昇段規定により      | [ 162 ] |
| 八段     | 佐藤秀司       | 2020年07月31日 | 勝数規定                    | [ 167 ] |
| 八段     | 藤井聡太       | 2020年08月20日 | タイトル2期                 | [ 50 ]  |
| 八段     | 長沼洋         | 2020年08月31日 | 勝数規定                    | [ 168 ] |
| 八段     | 飯島栄治       | 2021年02月02日 | 勝数規定                    | [ 169 ] |
| 九段     | 阿部隆         | 2020年07月15日 | 勝数規定                    | [ 170 ] |
| 九段     | 永瀬拓矢       | 2020年10月14日 | タイトル3期                 | [ 171 ] |
|          |                |                |                             |         |
| 昇段(級) | 女流棋士       | 昇段(級)日     | 昇段(級)理由                | 注      |
| 女流2級  | 和田はな       | 2020年09月01日 | 研修会でB2に昇級            | [ 172 ] |
| 女流2級  | 野原未蘭       | 2020年09月01日 | 倉敷藤花戦ベスト8           | [ 173 ] |
| 女流2級  | 内山あや       | 2020年12月01日 | 研修会でB2に昇級            | [ 174 ] |
| 女流2級  | 山口稀良莉     | 2020年12月01日 | 研修会でB2に昇級            | [ 175 ] |
| 女流1級  | 野原未蘭       | 2021年01月18日 | 女流王将戦本戦入り          | [ 176 ] |
| 女流初段 | 水町みゆ       | 2020年04月01日 | 年度指し分け以上(8勝以上)   | [ 162 ] |
| 女流初段 | 藤井奈々       | 2020年04月01日 | 年度指し分け以上(8勝以上)   | [ 162 ] |
| 女流初段 | 脇田菜々子     | 2020年04月01日 | 年度指し分け以上(8勝以上)   | [ 162 ] |
| 女流初段 | 野田澤彩乃     | 2020年04月01日 | 引退女流棋士昇段規定により  | [ 162 ] |
| 女流二段 | 石本さくら     | 2020年12月14日 | 勝数規定                    | [ 177 ] |
| 女流二段 | 貞升南         | 2021年01月19日 | 勝数規定                    | [ 178 ] |
| 女流三段 | 鈴木環那       | 2020年09月22日 | 勝数規定                    | [ 179 ] |
| 女流三段 | 船戸陽子       | 2021年01月21日 | 勝数規定                    | [ 180 ] |
| 女流四段 | 香川愛生       | 2021年01月21日 | 勝数規定                    | [ 181 ] |
| 女流六段 | 里見香奈       | 2020年04月01日 | 類まれなる成績(理事会審議)  | [ 182 ] |
| 女流七段 | 清水市代       | 2020年04月01日 | 類まれなる成績(理事会審議)  | [ 182 ] |
| 引退     | 棋士(最終段位) | 最終対局日     | 引退理由                    | 注      |
| 引退     | 土佐浩司八段   | 2020年05月14日 | フリークラス規定により      | [ 183 ] |
| 引退     | 伊藤博文七段   | 2020年05月26日 | フリークラス規定により      | [ 184 ] |